# Distretto di Rėčica
Il distretto di Rėčica (in bielorusso Рэчыцкі раён?) è un distretto (raën) della Bielorussia appartenente alla regione di Homel'.